# Акварика (Лече)
Акварика (итал. Acquarica) је насеље у Италији у округу Лече, региону Апулија.
Према процени из 2011. у насељу је живело 832 становника. Насеље се налази на надморској висини од 35 м.